# Bergepanzer 38(t)
Bergepanzer 38(t) (Sd.Kfz.136) – niemiecki czołg ewakuacyjny na podwoziu niszczyciela czołgów Jagdpanzer 38(t), używany podczas II wojny światowej.

## Historia
Pierwszy ze 181 Bergepanzerów 38 został zbudowany w maju 1944 roku w zakładach Böhmisch-Mährische Maschinefabrik (BMM) w Pradze, gdzie kontynuowano jego produkcję do kwietnia 1945 roku. Podobnie jak w Jagdpanzerze 38(t) występuje w nim duża różnorodność wzorów kół napędowych i napinających. Początkowe Bergepanzery 38(t) nie miały wyciągarki i były zwykłymi ciągnikami gąsienicowymi zaopatrzonymi w podstawowy sprzęt do holowania i napraw. Po ich prawej stronie mógł być zamontowany składany dwutonowy dźwig. Pojazdy produkowane od lutego 1945 r. wyposażono w duży lemiesz z tyłu i wyciągarkę wewnątrz pojazdu. Korzystając z obu tych urządzeń naraz, Bergepanzer 38(t) mógł wydobywać nawet duże pojazdy, które były uszkodzone lub unieruchomione w trudnym terenie. Do każdej jednostki niszczycieli czołgów wyposażonej w Jagdpanzery 38(t) dodawano jednego Bergepanzera 38(t).